# Conrad Laursen
Conrad Laursen, né le 11 mai 2006 à Copenhague, est un pilote automobile danois. Il est le fils de Johnny Laursen, ancien pilote de Ferrari Challenge.

## Biographie

### Débuts en Formule 4 danoise
Laursen commence sa carrière en 2020 en Formule 4 danoise avec FSP Racing. Il démarre la saison avec un triple podium dont une victoire sur le Jyllands-Ringen. Il réitère cette performance à Padborg Park en finissant deuxième, troisième et puis premier. Après un ultime podium au Djursland-Ring, Laursen est couronné champion à la suite de l'annulation de la dernière manche, qui devait se tenir sur le circuit de Sturup.

### Formule 4 italienne
En 2021, Laursen rejoint le championnat italien de F4 avec Prema Powerteam. Son meilleur résultat est une cinquième place obtenue au Castellet. Lors de la manche de Misano, il essuie un double abandon lors des deux dernières courses, puis égale ensuite son meilleur résultat à Vallelunga et à Imola, avant de connaître une manche vierge de points au Red Bull Ring. Lors de la dernière course à Monza, il part en tête-à-queue, ce qui lui fait perdre le titre de meilleur rookie face à Nikita Bedrin. Il se classe neuvième du championnat avec 60 points. Durant l'hiver, il participe au Championnat des Émirats arabes unis de Formule 4 où il monte sur deux podiums.
En 2022, il se réengage pour une deuxième saison avec Prema, où il fait équipe avec Andrea Kimi Antonelli, James Wharton, Rafael Câmara et Charlie Wurz,,. Sa saison italienne démarre doucement puisqu'il termine trois fois au milieu du top 10 à Misano avant de monter sur le podium lors de la troisième course de Spa-Francorchamps, puis une autre fois lors de la manche du Red Bull Ring, qui verra aussi ses derniers points dans la série italienne. Il se classe onzième avec 81 points.

### Formule 4 allemande
En 2022, Laursen s'engage aussi dans le championnat allemand de Formule 4. Il monte sur son premier podium lors de la manche d'ouverture de Spa-Francorchamps après une remontée depuis la dix-neuvième place sur la grille de départ de la troisième course. À Hockenheim, il réalise la neuvième place lors des qualifications, ce qui lui permet de partir en pole position grâce à la grille inversée lors de la troisième course. Il ne parvient cependant pas à profiter de cet avantage et ne réalise que trois arrivées entre la septième et la neuvième place. Il rebondit lors de la manche suivante, disputée à Zandvoort, où il termine troisième de la première course avant de remporter sa première victoire face à son coéquipier Antonelli, pour 58 centièmes lors de la troisième course,. Après un ultime podium au Nürburgring, il quitte le championnat pour laisser la place à Ugo Ugochukwu. Malgré son départ en cours de saison, il se classe sixième du championnat avec 129 points.

### Grand Tourisme et Endurance
En 2022, Laursen fait une apparition en Ferrari Challenge où il termine à deux reprises dans le top 10 à Hockenheim. En 2023, il s'oriente vers l'endurance, où il participe en début d'année à l'Asian Le Mans Series dans l'écurie Formula Racing. Il fait équipe avec son père, Johnny, et Nicklas Nielsen. Ils participent ensuite à l'European Le Mans Series où ils rejoignent les rangs d'AF Corse dans la catégorie GT,. En 2024, il débute en European Le Mans Series avec Formula Racing et remporte la première épreuve du championnat aux 4 heures de Barcelone. Il termine la saison à la sixième place avec 56 points. Il retourne en Asian Le Mans Series  pour la saison 2025, aux cotés de Charles-Henri Samani et de Nicolás Varrone.

## Carrière

### Résultats en monoplace
| Saison    | Championnat                                      | Écurie                    | Courses | Victoires | Pole positions | Meilleurs tours | Podiums | Points | Classement |
| --------- | ------------------------------------------------ | ------------------------- | ------- | --------- | -------------- | --------------- | ------- | ------ | ---------- |
| 2020      | Championnat du Danemark de Formule 4             | Team FSP                  | 9       | 2         | 0              | 0               | 7       | 151    | Champion   |
| 2021      | Championnat d'Italie de Formule 4                | Prema Powerteam           | 20      | 0         | 0              | 1               | 0       | 60     | 9e         |
| 2021      | Championnat d'Allemagne de Formule 4             | Prema Powerteam           | 6       | 0         | 0              | 0               | 0       | 2      | 19e        |
| 2021      | Formule 4 UAE Trophy Round                       | Abu Dhabi Racing by Prema | 1       | 0         | 0              | 0               | 1       | -      | 2e         |
| 2022      | Championnat des Émirats arabes unis de Formule 4 | Abu Dhabi Racing by Prema | 8       | 0         | 0              | 0               | 2       | 56     | 12e        |
| 2022      | Championnat d'Italie de Formule 4                | Prema Powerteam           | 20      | 0         | 0              | 1               | 2       | 81     | 11e        |
| 2022      | Championnat d'Allemagne de Formule 4             | Prema Powerteam           | 12      | 1         | 0              | 1               | 4       | 129    | 6e         |
| 2023      | Asian Le Mans Series                             | Formula Racing            | 3       | 0         | 0              | 0               | 0       | 4      | 17e        |
| 2023      | European Le Mans Series                          | Formula Racing            | 6       | 0         | 0              | 0               | 2       | 42     | 7e         |
| 2024      | European Le Mans Series                          | Formula Racing            | 6       | 1         | 0              | 0               | 2       | 56     | 6e         |
| 2024      | Championnat du monde d'endurance FIA             | Akkodis ASP Team          | 1       | 0         | 0              | 0               | 0       | 0      | 35e        |
| 2024-2025 | Asian Le Mans Series                             | AF Corse                  | 4       | 0         | 0              | 0               | 0       | 9      | 16e        |
| 2025      | IMSA WeatherTech SportsCar                       | AF Corse                  | 1       | 0         | 0              | 0               | 0       | 254    | 7e         |